# 아이작 C. 싱글턴 주니어

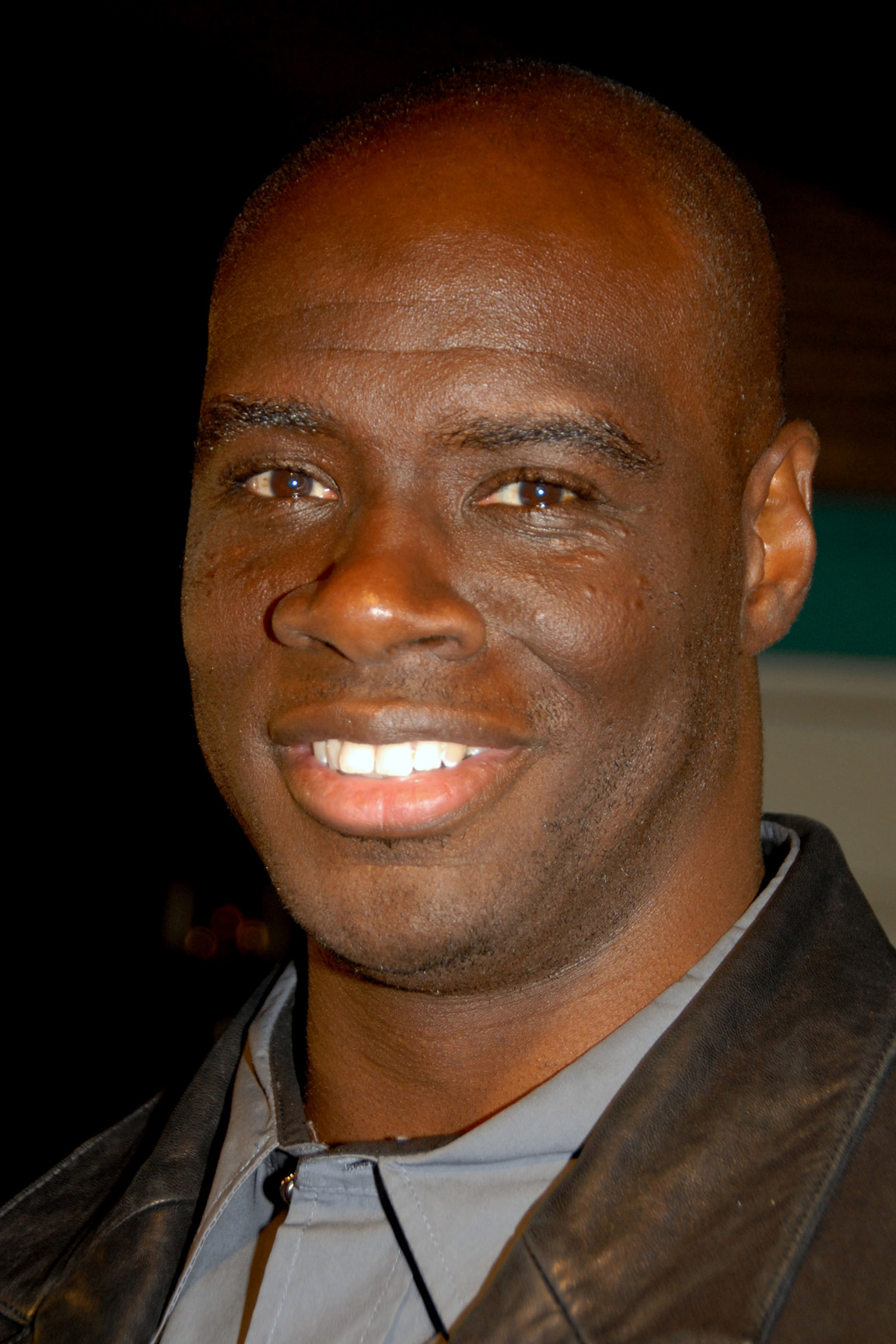

아이작 C. 싱글턴 주니어(Isaac Charles Singleton Jr.)는 미국의 전문 스턴트 배우이다.

## 영화
- 워파이터 (2018년)
- 매니페스트 (2017년)
- Miracle Underground (2016)
- 멕시칸잡 (2017년)
- 올 아웃 디스펑크션! (2016년)
- 데드풀 (2016년) - 부스 역
- 유니온 바운드 (2015년)
- 신밧드: 제 5의 항해 (2014년)
- 드래곤파이어 (2013년)
- 헤이션 나이츠 (2013년)
- 페이슨 누 (2013년) - 아브라함 루이스 역
- 페이슨 누: 2 러브 리턴 (2013년) - 아브라함 루이스 역
- 인사이드 (2012년)
- 듀얼 오브 레전드 (2012년)
- 화이트 스페이스 (2012년)
- 레터스 프럼 더 빅 맨 (2011년) - 더 빅 맨 역
- 헌터 프레이 (2010년)
- 드래곤 헌터 (2009년)
- 슈퍼 카퍼스 (2009년)
- 퍼펙트 슬립 (2009년)
- 폴리와 마리 (2007년)
- 2001 매니악스 (2005년)
- 브레이킹 돈 (2004년) - 어텐던트 루퍼스 역
- 캐리비안의 해적 - 블랙 펄의 저주 (2003년) - 보선 역
- 성질 죽이기 (2003년)
- 헬싱 (2001년)
- 혹성 탈출 (2001년)
- 미녀 삼총사 (2000년)
- 파이럿츠 (1999년)
- 갤럭시 퀘스트 (1999년)